# Tampoussoumdi
Tampoussoumdi est une localité située dans le département de Komki-Ipala de la province du Kadiogo dans la région Centre au Burkina Faso.  En 2006, cette localité comptait 598 habitants dont 53 % de femmes.